# Super Hydorah
Super Hydorah es un Matamarcianos de desplazamiento lateral independiente de 2017 desarrollado por Locomalito y publicado por Abylight Studios. Presenta una apariencia y sensación de la era de 16-32 bits, así como un efecto de monitor CRT. El juego fue lanzado para Microsoft Windows, Xbox One, PlayStation 4 y PlayStation Vita el 20 de septiembre de 2017, y más tarde, en 2018, se portó a iOS el 17 de mayo y Nintendo Switch el 15 de noviembre, respectivamente. El juego es una versión ampliada y mejorada del anterior juego gratuito Hydorah del desarrollador.
El juego sigue a Delta Lance un piloto de caza espacial que lucha para derrotar a la malvada raza alienígena Meroptiana y salvar a la humanidad. Super Hydorah recibió críticas positivas, elogiando sus gráficos, diseño y música, mientras criticaba el equilibrio del juego y la dificultad implacable.

## Jugabilidad y sinopsis
El juego de estilo retro se ha comparado con Gradius y otros Matamarcianos clásicos de desplazamiento lateral. El jugador controla la nave en un plano de desplazamiento lateral y puede elegir entre varias clases de armas que se dividen en armas principales, secundarias y especiales. Cada nivel tiene un jefe intermedio y un jefe final. El juego también tiene 3 modos de juego, que incluyen un jugador, multijugador cooperativo y un derivado de control robótico.
En Super Hydorah, el jugador se enfrentará a hordas de Meroptianos, las criaturas biomecánicas ambientadas en una despiadada guerra de conquista sobre la estrella Omnios. Como el piloto espacial solitario Delta Lance, el jugador luchará para derrotar al mal de Hydorah que amenaza al universo.
Super Hydorah presenta un diseño de nivel no lineal y requiere que el jugador domine el juego para progresar y elegir su propio camino a través de los planetas, por lo que ofrece rutas alternativas y múltiples finales para una mejor rejugabilidad.
Hay 21 fases en Super Hydorah (frente a 16 en Hydorah), divididas en 35 subniveles y con 35 jefes y más de 100 enemigos. Las fases están conectadas con un mapa y pueden divergir en puntos con un segundo final "verdadero" disponible si el jugador completa todos los niveles. Mientras que el juego original limitaba el número de partidas guardadas a 5, el remaster permite infinitos guardados y continuaciones.

## Desarrollo y lanzamiento
Tanto el desarrollador como el compositor del juego residen en Andalucía, España. El desarrollo del juego original Hydorah tomó dos años y medio y fue lanzado para Microsoft Windows el 3 de junio de 2010. La banda sonora original del juego fue compuesta por Gryzor87 y se asemeja a la de los títulos de 16 bits, e influenciada por los juegos clásicos de Konami, la serie de televisión Ulysses 31 y bandas de rock como Camel, Judas Priest y Symphony X.
Locomalito y Abylight Studios anunciaron el desarrollo de Super Hydorah, una nueva edición del juego original de Hydorah. Esto es parte del acuerdo entre dicho desarrollador y editor para llevar títulos de juegos, incluido Hydorah, a las consolas.
Super Hydorah se lanzó el 20 de septiembre de 2017 para Steam y Xbox One. En noviembre de 2018 se lanzó una nueva actualización para la versión de Steam, que incluye soporte para 9 idiomas, un nuevo modo de habilidad para pilotos sin experiencia, cambios estéticos, una nueva barra de vida del jefe y más mejoras.
El 13 de diciembre de 2017, Super Hydorah se lanzó para PlayStation 4 (3 modos de juego) y PlayStation Vita (solo en el modo de un jugador), que incluyen trofeos y una opción de compra cruzada.
Abylight Studios se asoció con Limited Run Games para lanzar una edición física de coleccionista y una edición estándar de Super Hydorah para PlayStation 4 el 9 de marzo de 2018 y para PS Vita el 8 de junio de 2018. También se lanzó una edición física para PlayStation 4 en España a través del acuerdo entre Abylight Studios y GAME Stores.
En febrero de 2018, Abylight Studios anunció una versión completa de Super Hydorah para la plataforma arcade exA-Arcadia y se presentó oficialmente en JAEPO 2018. Esta versión arcade presenta acción ininterrumpida, reequilibrio de dificultad para jugadores experimentados y modo instantáneo para 2 jugadores. .
Super Hydorah fue portado a iOS y lanzado el 17 de mayo de 2018. [24] Para lograr niveles adecuados de control, Abylight ha desarrollado un pulido sistema táctil y retoques como la adaptación de controles a pantallas táctiles y nuevos niveles de dificultad para mantener la esencia original del juego. Esta versión también incluye soporte para 9 idiomas, vibración háptica, soporte MFI Joystick e integración con Game Center.
Yoyo Games, los desarrolladores de GameMaker Studio utilizados por creadores de videojuegos como Locomalito, anunciaron la opción de exportar directamente a Nintendo Switch en el verano de 2018. Abylight Studios lanzó Super Hydorah para Nintendo Switch a través de Nintendo eShop el 15 de noviembre de 2018. . [27] La versión de Nintendo Switch incluye nuevas características como correr a 60 fps, modo de habilidad de selección, nueva barra de vida del jefe, nuevos cambios estéticos y más mejoras, y soporte para 9 idiomas.
En enero de 2020, Super Hydorah estuvo disponible en Apple TV con acceso para jugadores que previamente compraron el juego en iOS. Esta versión incluye compatibilidad de control con controladores MFi, Xbox y PS4 y soporte en la nube para guardar en dispositivos Apple, entre otras características.

## Recepción
- Super Hydorah recibió críticas positivas con una puntuación de 82/100 en Metacritic.[21]
- Tim W. de Indiegames.com llamó a Hydorah una "jpya de juego" que iba a "deleitar" a los fans de los SHMUP , pero criticó la falta de una opción para cambiar la dificultad.[25]
- Jose A. Rodríguez de IGN España, puntuó Super Hydorahcon un 7/10 y dijo que era divertido, adictivo e intenso,  pero que era demasiado difícil y repetitivo.[26] IGN Italy gave it a score of 8.2 out of 10.[27]
- Hobby Consolas le dio un 85.[28]
- The Games Machine (Italy) le dio un  9 sobre 10.[29]
- Maniac Games le dio una puntuación de 74.[30]
- Nintendo Life hizo una review de la versión para Switch dándole una puntuación de 8/10.[31]
- Eurogamer recomendó el juego.[32]

## Otros juegos del desarrollador
- Maldita Castilla